# Dihydroxybenzeen
Een dihydroxybenzeen of benzeendiol is een organische verbinding die bestaat uit een benzeenring met twee hydroxylgroepen (-OH). Naargelang de relatieve plaats van de hydroxylgroepen op de ring worden drie isomeren onderscheiden: 1,2-benzeendiol of catechol, 1,3-benzeendiol of resorcinol en 1,4-benzeendiol of hydrochinon. Ook derivaten van deze stoffen, met naast de twee hydroxylgroepen nog andere substituenten op de aromatische ring, worden tot de dihydroxybenzenen gerekend. Dihydroxybenzenen kunnen gezien worden als derivaten van fenol.
| ortho-isomeer                               | meta-isomeer                                  | para-isomeer                                   |
| ------------------------------------------- | --------------------------------------------- | ---------------------------------------------- |
| Catechol o-benzeendiol 1,2-dihydroxybenzeen | Resorcinol m-benzeendiol 1,3-dihydroxybenzeen | Hydrochinon p-benzeendiol 1,4-dihydroxybenzeen |
|                                             |                                               |                                                |
Ze hebben alle de brutoformule C6H6O2. Het zijn onder standaardomstandigheden vaste stoffen die goed oplosbaar zijn in water. Hydrochinon, dat de grootste symmetrie heeft, heeft ook het hoogste smelt- en kookpunt.
Ze worden industrieel vervaardigd door de reactie van benzeen en propeen tot di-isopropylbenzeen, dat geoxideerd wordt tot di-isopropylbenzeendihydroperoxide, wat vervolgens met een zure katalysator wordt gesplitst in dihydroxybenzeen en aceton.
Zoals andere fenolen zijn deze verbindingen zijn zwak zuur: een dihydroxybenzeen kan een proton van een hydroxylgroep afgeven en een fenolaation vormen.